# Can Roqué
Can Roqué és una obra eclèctica de Manlleu (Osona) inclosa a l'Inventari del Patrimoni Arquitectònic de Catalunya.

## Descripció
Aquest edifici forma, juntament amb la casa 9 del carrer Sant Jaume, un conjunt arquitectònic en el que es repeteixen la decoració de les finestres i dels motius treballats en estuc de sotateulada, així com l'estructura tipològica de l'edifici. A la seva part posterior hi ha un jardí que comparteixen les dues cases.

## Història
És producte de l'evolució que sofrí la tradicional tipologia urbana dels segles XVI-XVIII al convertir-se en habitatge plurifamiliar, però conservant l'estructura de planta i pisos, amb grans balconades a la façana principal i porxada o galeria a la part posterior que dona al jardí.